# 哈利法克斯 (北卡羅萊納州)
哈利法克斯（英語：Halifax）是一個位於美國北卡羅萊納州哈利法克斯縣的城鎮。同時該地也是哈利法克斯縣的縣治。

## 人口
根據2020年美國人口普查的數據，哈利法克斯的面積為1.18平方千米，皆為陸地。當地共有人口170人，而人口密度為每平方千米144人。